# 趙世璋
趙世璋（1948年8月27日—），中華民國陸軍二級上將（退役），生於山東省濟南市，現居於新北市新店區、臺北市內湖區，畢業於陸軍官校正40期砲兵科，曾任國防部副部長、陸軍司令、副參謀總長、陸軍副總司令、陸軍八軍團司令、國防部長湯曜明辦公室主任、參謀本部軍務局長、陸軍烈嶼指揮官，任內曾發生1994年廈門誤射事件，也與胡鎮埔、陳體端上將並稱為「陸官40期三劍客」的封號。

## 荣誉

### 中华民国勋章奖章
- 一等云麾勋章（2012年8月31日于台北总统府颁授[1]）